# Martin Beckenkamp

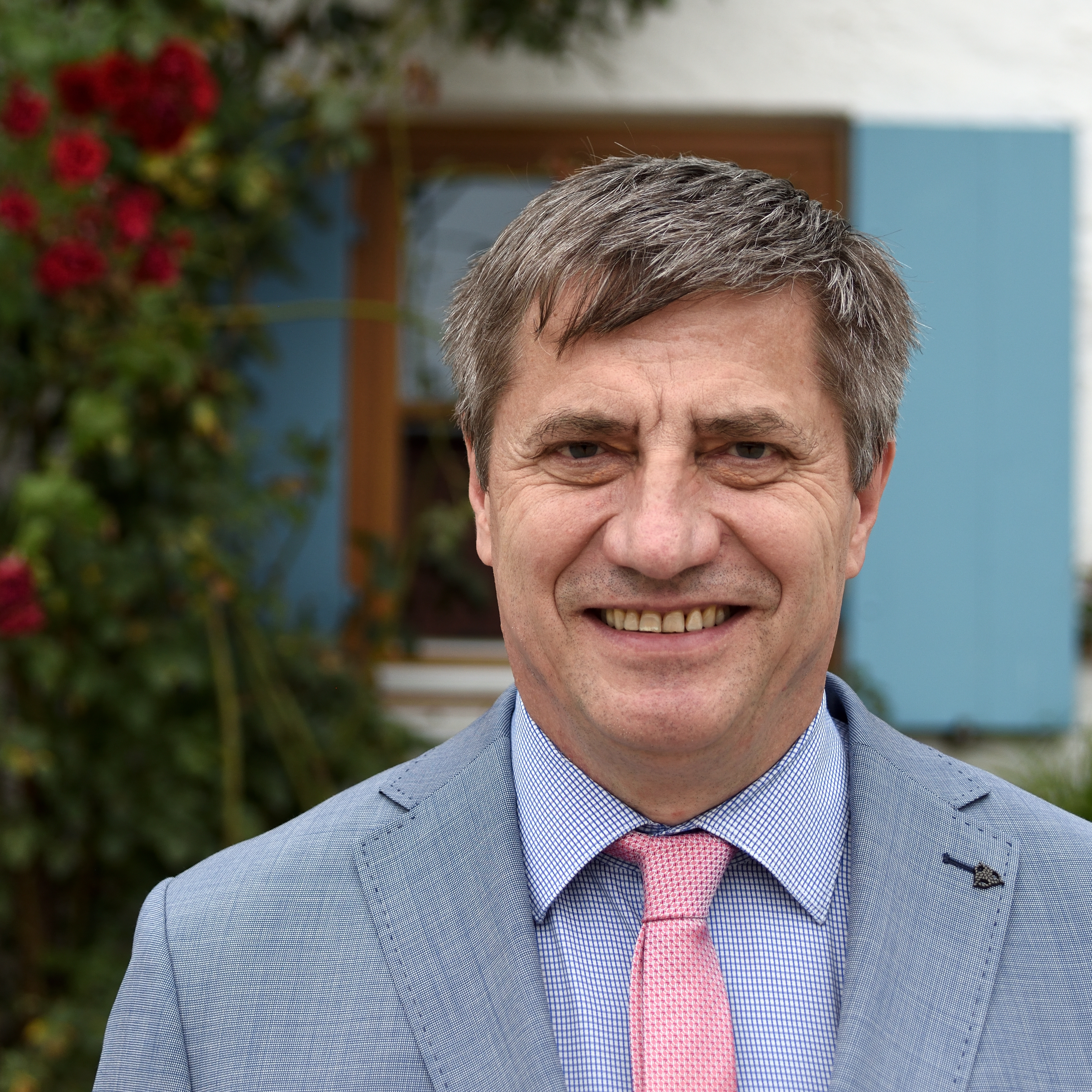
Martin Beckenkamp (2019)

Martin Beckenkamp (* 1959) ist ein deutscher Psychologe. Er war Professor für Medien- und Wirtschaftspsychologie an der Hochschule für Medien, Kommunikation und Wirtschaft (HMKW).

## Leben
Martin Beckenkamp studierte Psychologie und BWL an der Uni des Saarlandes bis 1987. Dort wurde er auch 1995 promoviert. 2001 hat sich Martin Beckenkamp habilitiert. Von 2001 bis 2011 forschte er am Max-Planck-Institut zur Erforschung von Gemeinschaftsgütern in Bonn. Er war von 2012 bis zu seiner Emeritierung Ende März 2024 Professor für Medien- und Wirtschaftspsychologie an der Hochschule für Medien, Kommunikation und Wirtschaft (HMKW), heute  Media University of Applied Sciences, und Prorektor der Hochschule.
Er ist Mitglied der International Association for Research in Economic Psychology (IAREP), der International Association for Sustainability in Common Pool Resources (IASCP), Gründungsmitglied und ehemaliger Vizepräsident der Gesellschaft für angewandte Wirtschaftspsychologie (GWPs) und bei der Deutschen Gesellschaft für Psychologie (DGPs) Mitglied der Fachgruppen „Umweltpsychologie“ sowie „Arbeits- und Organisationspsychologie und Sozialpsychologie“.
Martin Beckenkamps persönliches Hobby ist das Klavierspiel.

## Publikationen (Auswahl)
- Wissenspsychologie. Zur Methodologie kognitionswissenschaftlicher Ansätze. Zugleich Diss. Universität Saarbrücken; Asanger, Heidelberg 1995. ISBN 978-3-89334-282-2
- Sanktionen im Gemeingutdilemma. Eine spieltheoretische und psychologische Analyse. Beltz PVU Psychologie Verlags Union, Weinheim u. Basel 2002. ISBN 978-3-621-27539-2
- The herd moves? Emergence and self-organization in collective actors. Max-Planck-Institut zur Erforschung von Gemeinschaftsgütern, Bonn 2006.
- mit Frank P. Maier-Rigaud: Purchase decisions with non-linear pricing options under risk-experimental evidence. Max-Planck-Institut zur Erforschung von Gemeinschaftsgütern, Bonn 2007.
- mit Frank P. Maier-Rigaud und Heike Hennig-Schmidt: Cooperation in symmetric and asymmetric prisoner's dilemma games. Max-Planck-Institut zur Erforschung von Gemeinschaftsgütern, Bonn 2007.
- Playing strategically against nature? Decisions viewed from a game theoretic frame. Max-Planck-Institut zur Erforschung von Gemeinschaftsgütern, Bonn 2008.
- mit Quirin und Julius Kuhl: Giving or taking. The role of dispositional power motivation and positive affect in profit maximization. Max-Planck-Institut zur Erforschung von Gemeinschaftsgütern, Bonn 2008.
- Environmental dilemmas revisited. Structural consequences from the angle of institutional ergonomics. Max-Planck-Institut zur Erforschung von Gemeinschaftsgütern, Bonn 2009.
- Beware of broken windows! First impressions in public good experiments. Max-Planck-Institut zur Erforschung von Gemeinschaftsgütern, Bonn 2009.
- Martin Beckenkamp; Peter Vohle: Die Tragödie der Klimakrise: Ursachen und institutionelle Lösungen. Ein Appell für eine stärkere Berücksichtigung der Wechselwirkungen von Individualpsychologie und Institutionen. In: In-Mind. Januar 2024, abgerufen am 21. April 2024.